# Jacques Wemmers
Pour les articles homonymes, voir Wemmers.
Jacques Wemmers, né en 1598 et mort en 1645, est un prêtre carme flamand, de la Réforme de Touraine, spécialiste de l'éthiopien ancien (guèze) et inspecteur de la Mission d'Éthiopie.

## Biographie
Né à Anvers, le 21 octobre 1598, de Gisbert Wemmers et Marie Hanotel Jacques entre chez les Carmes de sa ville natale, le 22 septembre 1616, il prononce les vœux solennels, le 25 septembre 1617. Très vite, il se fait remarquer par son inclination pour les langues étrangères, au point que ses supérieurs décident de l'envoyer à Rome, pour qu'il y reçoive un enseignement à la hauteur de ses dons. Dans la Ville éternelle, Jacques apprend l'éthiopien classique et attire l'attention des savants romains, en particulier de ceux qui se trouvent attachés à la congrégation de la Propaganda Fide. 
En 1638, il publie un lexique éthiopien-latin, doublé d'une grammaire du guèze, et gagne, avec cet ouvrage, les éloges du jésuite Athanase Kircher et du savant maronite Abraham Ecchellensis. D'après le carme français Louis Jacob de Saint Charles, Wemmers aurait également traduit des Bulles pontificales en éthiopien. Son intérêt pour cette langue s'explique par le fait que des missionnaires carmes avaient pénétré, à cette époque-là, en Abyssinie et en Éthiopie. Or, l’Église gardait un œil sur ce royaume, qui venait de connaître un passage au catholicisme sous l'influence de la Mission jésuite, durant le court intervalle de 1621 à 1632. Jusqu'à la fin de sa vie l'empereur Susneyos fit profession de foi catholique. 
En 1640, Urbain VIII confiera donc à Wemmers l'inspection de la Mission d’Éthiopie, et adressera un bref au Sultan Sageol, afin que celui-ci permette le passage de  l'expédition. Ainsi, le 5 juin 1645, au cours du chapitre général des Carmes tenu à Rome, Jacques, devenu vicaire apostolique d’Éthiopie, est sacré évêque du Grand-Caire par Jérôme Domin, évêque de Gaète. Ce titre oriental remontait vraisemblablement à la tentative d'union entre l'Église catholique romaine et l'Église copte orthodoxe, conclue au concile de Florence, le 4 février 1442. Le nouveau prélat part aussitôt pour l'Égypte, en passant par Naples, où il doit embarquer. Cependant, comme l'écrit Jean-Noël Paquot, l'air de cette ville lui causa une maladie, de sorte qu'il y décède, le 21 août 1645. Sa dépouille sera enterrée dans l'église des carmes napolitains, et sa tombe surmontée d'une prestigieuse épitaphe.

### Œuvres
- Lexicon Aethiopicum; cum ejusdem linguae Institutionibus grammaticis; et indice vocum Latinarum, Rome, Imprimerie de la Propaganda Fide, 1638.

### Études
- J.-N. Paquot, « Jacques Wemmers », Mémoires pour servir l'histoire littéraire des dix-sept provinces des Pays-Bas, de la principauté de Liège, et de quelques contrées voisines, Louvain, Imprimerie Académique, t. V,‎ 1765, p. 230-232.
- Eug. De Seyn, « Wemmers (Jacobus) », Dictionnaire biographique des Sciences, des Lettres et des Arts en Belgique, Bruxelles, Editions L'Avenir, t. II,‎ 1936, p. 1166, col. 1.